# Hunka, Nemîriv
Hunka (în ucraineană Гунька) este un sat în comuna Iazvînkî din raionul Nemîriv, regiunea Vinnița, Ucraina.

## Demografie
Componența lingvistică a localității Hunka
     Ucraineană (99,12%)
     Alte limbi (0,87%)
Conform recensământului din 2001, majoritatea populației localității Hunka era vorbitoare de ucraineană (99,12%), existând în minoritate și vorbitori de alte limbi.